# Autofonia
L'autofonia è una sensazione uditiva in cui chi parla percepisce nelle orecchie la propria voce o i suoni che provengono dal proprio corpo, come rumori respiratori oppure arteriosi, con una risonanza esaltata.
È composta da due termini derivati dal greco antico αὐτός "stessa" e ϕωνία "voce".
Generalmente si ha in presenza di malattie dell'orecchio medio, in particolare nel caso di tuba beante, che può essere trattata con buoni risultati mediante una legatura endoscopica.
Altre cause possono essere:
- L '"effetto occlusione", causato da un oggetto, come un apparecchio acustico non ventilato o un tappo di cerume, blocca il condotto uditivo e riflette la vibrazione del suono verso il timpano.[6]
- Otite media sierosa
- Tromba di Eustachio aperta o patulosa, che consente di condurre suoni vocali o respiratori nell'orecchio medio
- Deiscenza del canale superiore, che può portare a una conduzione ossea anormalmente amplificata del suono nell'orecchio interno. Le persone con sindrome della deiscenza del canale superiore (SCDS) in genere ascoltano non solo la propria voce, ma anche battito cardiaco, passi, masticazione, suoni intestinali e forse anche il suono dei movimenti oculari durante la lettura[7].